# 신태권 (1915년)
신태권(1915년 6월 25일~1983년 11월 9일)은 대한민국의 정치인이다. 제3대 국회의원을 지냈다.

## 역대 선거 결과
|  | 23.05% |

|  | 12.16% |

|  | 15.84% |